# Herbert Wincenty Czaja
Herbert Wincenty Czaja (ur. 22 stycznia 1956 w Zębowicach) – śląski rolnik, polityk i samorządowiec, wieloletni prezes Izby Rolniczej w Opolu.

## Życiorys
Ukończył Technikum Mechaniczne w Kluczborku w zawodzie technik mechanik oraz Liceum Ogólnokształcące dla Dorosłych w Wołowie w zawodzie technik rolnik. Następnie ukończył studia ekonomiczne na Wyższej Szkole Pedagogicznej w Opolu, otrzymując tym samym tytuł magistra. Podjął również studia podyplomowe z europejskiego prawa gospodarczego na Uniwersytecie Wrocławskim.
W latach 1988–2000 był prezesem Spółdzielni Produkcyjno-Handlowej w Zębowicach, a od 1999 do 2002 kierownikiem Biura Rolnictwa w Urzędzie Marszałkowskim Województwa Opolskiego oraz jednocześnie wiceprezesem Izby Rolniczej w Opolu. Następnie w latach był 2002–2019 był jej prezesem. Był również członkiem Krajowej Rady Izb Rolniczych.
Radny Sejmiku Województwa Opolskiego III kadencji (2006–2010), IV kadencji (2010–2014) oraz V kadencji (2014–2018) z ramienia Mniejszości Niemieckiej. Podczas V kadencji był członkiem Komisji Rewizyjnej. Bez powodzenia wystartował w wyborach do Senatu RP w 2023 w okręgu wyborczym nr 53 z ramienia komitetu Bezpartyjni Samorządowcy, uzyskał 29 458 głosów poparcia. Jego kontrkandydatami byli: Grzegorz Peczkis (PiS) oraz Beniamin Godyla (KO).  

## Życie prywatne
Żonaty. Jest ojcem trójki dzieci. Pracuje na roli, hoduje również indyki. Jego bratem jest Waldemar Czaja, wójt gminy Zębowice. Należy do Towarzystwa Społeczno-Kulturalnego Niemców na Śląsku Opolskim, natomiast uważa siebie tylko i wyłącznie za Ślązaka. Posługuje się dialektem oleskim języka śląskiego, należy do podgrupy etnicznej sysŏki. Hobbystycznie zajmuje się grą w szachy. 